# バルバコア
バルバコア（barbacoa [baɾβaˈkoa] ( 音声ファイル)）とはスペイン語でバーベキューを意味する言葉で、ここでは中南米に住むタイノ族に起源をもつ肉料理のバルバコアについて述べる。

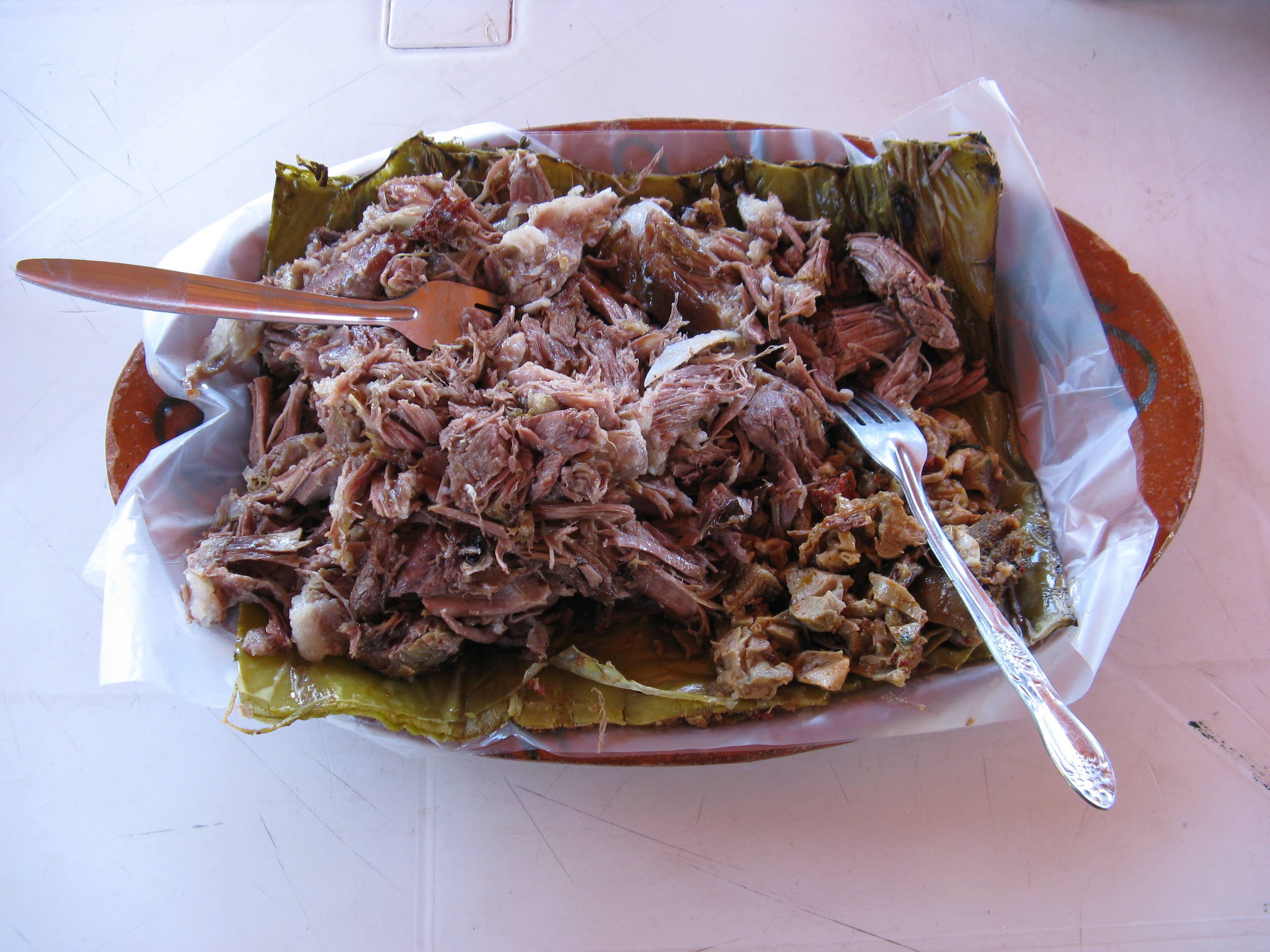
バルバコア

「バルバコア」という語はタイノ語の「バラビク」（Barabicu）に由来している。
メキシコでは、穴を掘って、焼けた炭や石を入れた上にマゲイの葉を敷き、味を付けた肉や羊を乗せてゆっくりと焼いたもの。マゲイの葉を乗せ、密封する。現代では柔らかくなるまで蒸した肉を指すこともある。焼いてもいい。

## 起源
「バルバコア・デ・カベサ」は、スペインの征服の後、北メキシコの牧場を経営している地方で生まれた、牛の頭をゆっくりと蒸し焼きにした料理である。 バルバコアの特徴は下ごしらえにつけ汁を使わないことである。つけ汁を使う場合は「バルバコア」よりもむしろ「カルニータス」と呼ばれる事が多い。つけ汁を使う肉料理にはコチニータ・ピビル（ユカタン半島の郷土料理。レモン、オレンジ、酢、塩等で作ったつけ汁に豚肉の塊を漬け、バナナの葉で包み蒸し焼きにする）、カルネ・デ・チャンゴ（ベラクルス州の郷土料理。豚肉をライムに漬け込む）、カルネ・アル・パストール（ドネルケバブのような料理）がある。
メキシコ中で、メキシコ以前から現在まで、バルバコアは最初のメキシコのバーベキューであった。当初は七面鳥や魚、その他獲物の肉と、豆といった付け合せを一緒に穴に入れて蒸し焼きにし、様々なモーレ（ソースの事。ナワトル語のmolliから）やサルサ・デ・モルカヘーテ（唐辛子等をモルカヘテという石臼で潰して作ったソース）をかけて食べていた。スペイン人によって牛、ブタ、ヤギ、羊、鶏が持ち込まれると、これらの肉もバルバコアとして食べられるようになった。

## 適応

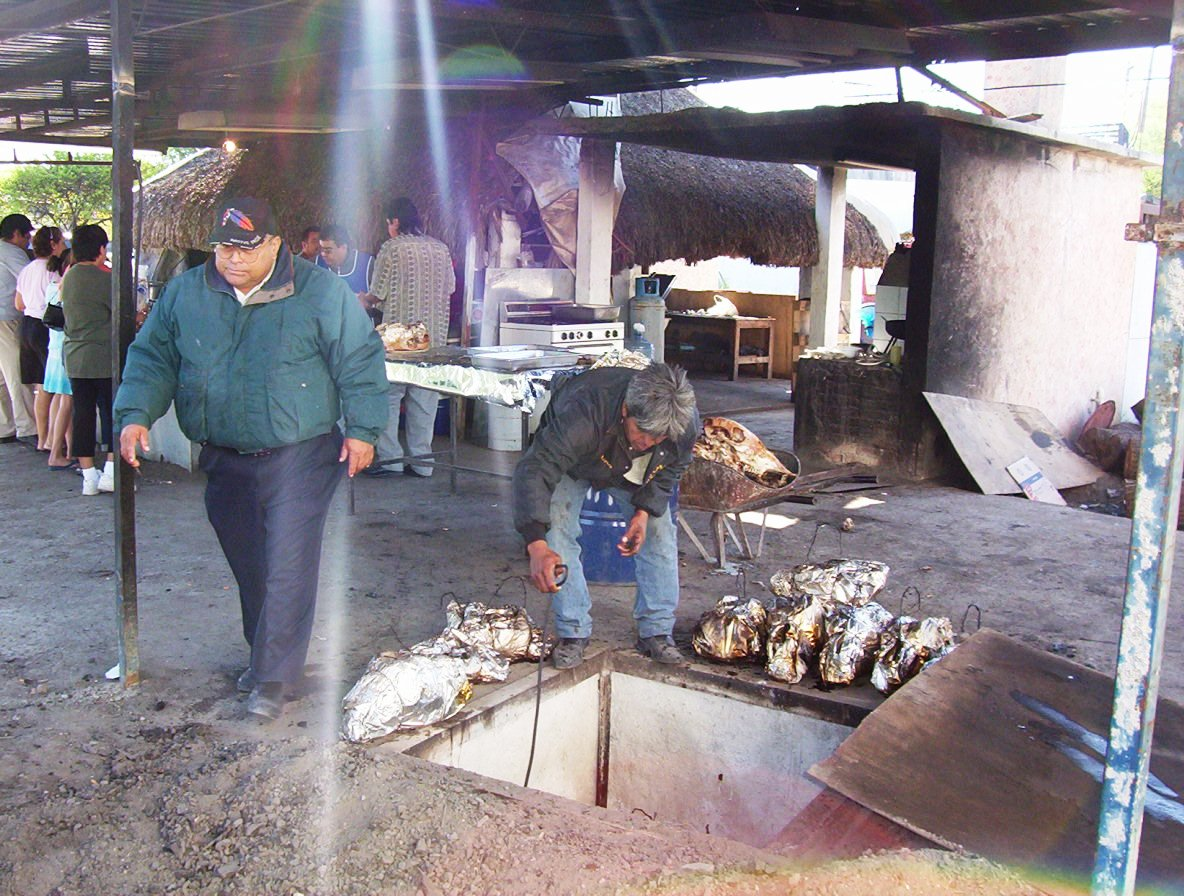
バルバコア店の様子

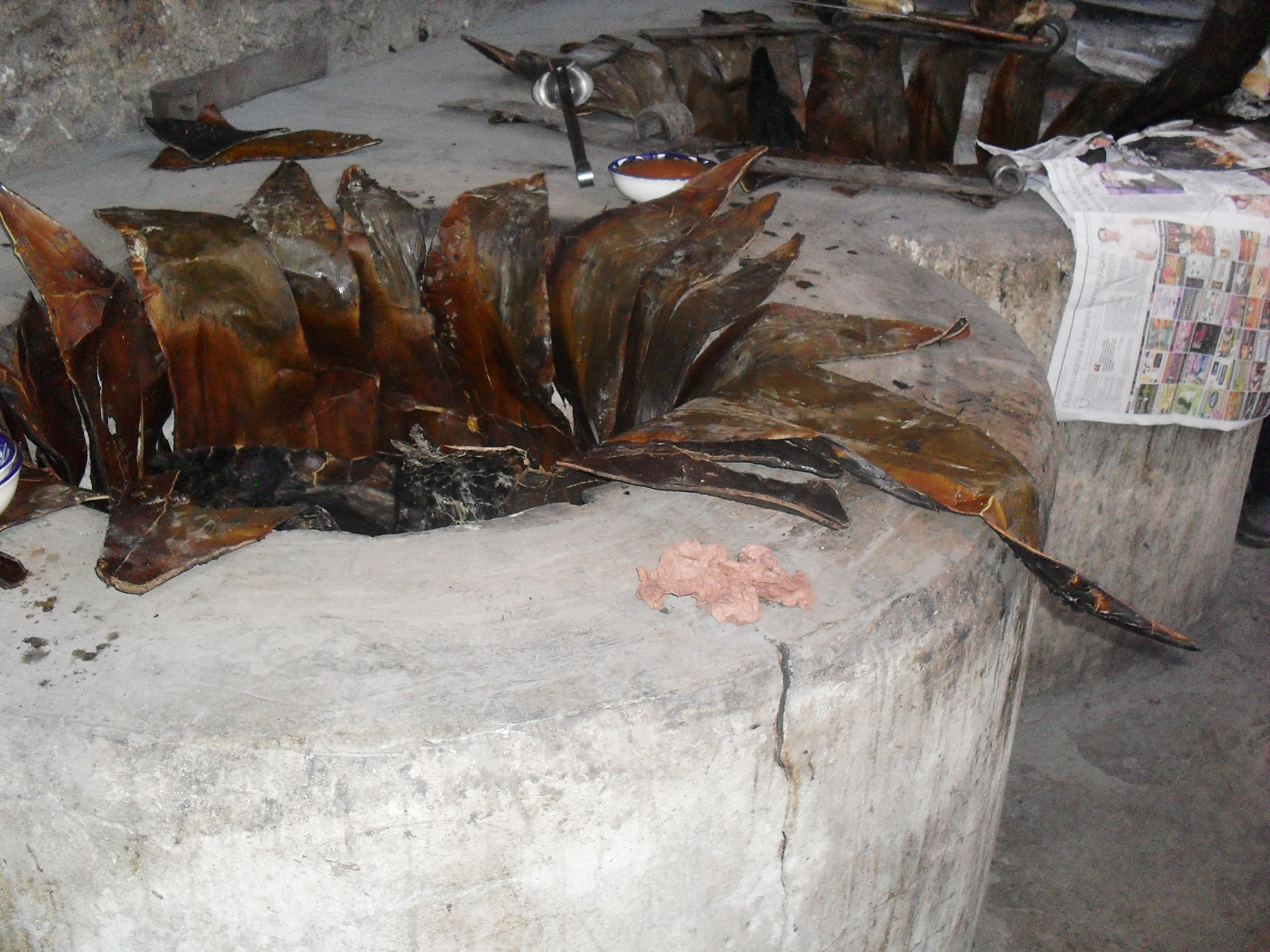
オーブン。マゲイの葉を敷いて使う。

アメリカでは牡牛の頭からバルバコアを作るのが普通である。メキシコでは牡牛の頭も使うが、しばしばヤギの肉が使われる。メキシコ中部では子羊の肉が使われるし、ユカタン半島では豚が使われる。
現在のアメリカ南西部がかつてメキシコの領土であった関係で、アメリカ南西部に住んでいたカウボーイにもこの料理が広がった。彼らによって「バルバコア」が英語化されてできた言葉が「バーベキュー」である。テキサス州の一部では、メキシコ国内と同じように週末や休日に肉屋でバルバコアが売られている。メキシコからの移民の多いフロリダ州でもポピュラーであり、ホンジュラスでも有名である。
マヤ語の「baalbak kab」という言葉から来ているという説もある。「baal」は「覆う」、「bak」は「肉」、「kab」は「地面」という意味で、それがタイノ族に伝わったという。テスココの年代記の著者であるラモン・クルセス・カルバハルは著書である「世界へのメキシコの贈り物」の中で、「バルバコアはチョコレート、ターキー、ガム、カレンダリオと共に世界への贈り物である」と述べている。

## 伝統的な食べ方
トルティージャにワカモレやサルサ、刻んだ玉ねぎやコリアンダー等と共に乗せてお好みでライムを搾って食べる。

## 語源
「Barbacoa」という言葉が、アラワク語ではなくバスク語から来ているという説もある。

## 店舗
メキシコ州のチコンクアク・デ・ファレスにある市場には数百の羊肉のバルバコアの店が存在する。
メキシコシティにある世界最大のメキシコ料理店「レストランテ・デ・アロヨ」では羊肉のバルバコアとコンソメ・デ・バローガが有名である。「ラ・バルバコア・デ・イダルゴ」は最も伝統的なバルバコアを提供している。
パチューカ・ハイウェイの傍には多くのバルバコア店があり、人々に親しまれている。パチューカではバルバコアに牡牛の頬か顎の肉を使う。パチューカはバルバコアの故郷ともいわれる。
アメリカ、カナダ、イギリスでは「チポートレ・メキシカン・グリル」（Chipotle Mexican Grill）がバルバコアを出す店として有名である。